# Remijia
Remijia là một chi thực vật có hoa trong họ Thiến thảo (Rubiaceae).

## Loài
Chi Remijia gồm các loài: